# فدراسیون شطرنج جمهوری آذربایجان
فدراسیون شطرنج جمهوری آذربایجان (ترکی آذربایجانی: Azərbaycan Şahmat Federasiyası) تمامی فعالیت‌های مربوط به ورزش شطرنج در نواحی آذربایجان و نیز سازماندهی و برگزاری مسابقات را به عهده دارد. سکان هدایت این نهاد که، مقر آن در خیابان «خاقانی» پلاک ۱ در باکو واقع است را المان رستمف در دست دارد.

## تاریخچه
در سال ۱۹۲۰، زمانی که حکومت شوروی بر آذربایجان حکمفرما بود، برای اولین بار در تاریخ فدراسیون شطرنج آذربایجان راه اندازی شد. در پی استقلال آذربایجان از شوروی در سال ۱۹۹۱، یک سال بعد فدراسیون شطرنج جمهوری آذربایجان به عضویت فدراسیون بین‌المللی شطرنج (فیده) درآمد.

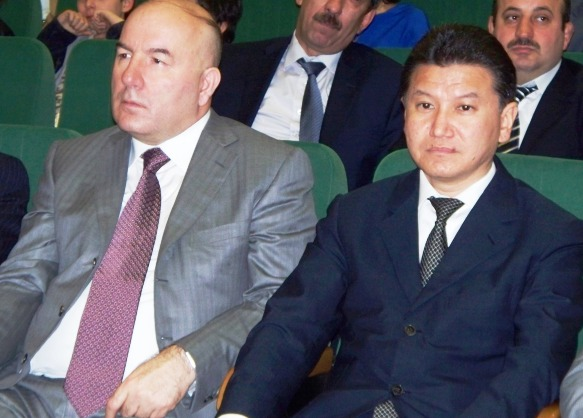
المان رستمف (در سمت جپ)، رئیس فدراسیون شطرنج جمهوری آذربایجان در کنار کیرسان ایلیومژینوف، رئیس فیده

در سال ۲۰۰۲، اولین میزبانی باکو از مسابقه شطرنج اروپا رقم خورد. در سال ۲۰۰۳، قهرمانی جهانی جوانان در جمهوری خودمختار نخجوان برگزار گردید. شطرنج‌بازان اهل جمهوری آذربایجان ۳۳ مدال طلا، ۲۵ نقره و ۲۴ برنز در مسابقات جهانی و اروپایی برنده شده‌اند.
در فاصله زمانی ۲۰۰۷ الی ۲۰۱۰، در باکو تعدادی از مسابقات بین‌المللی، تورنمنت زنان، جایزه بزرگ اختصاصی به یاد حیدر علی‌اف، مسابقات بین‌المللی «جام ریاست جمهوری» و «مساقبه باز ۲۰۱۰ باکو» برگزار شده‌است.
در سال ۲۰۰۷، المان رستمف، رئیس بانک مرکزی جمهوری آذربایجان به ریاست فدراسیون شطرنج انتخاب شد.

## هیئت اجرایی
- ریاست: المان رستمف
- معاونت: «فائق حسنف»
- معاونت: «ماهر محمدف»